# Franciszek Terlikowski
Franciszek Terlikowski (ur. 3 kwietnia 1851 w Zielowie, zm. 14 czerwca 1928) – polski nauczyciel, filolog klasyczny, pedagog.

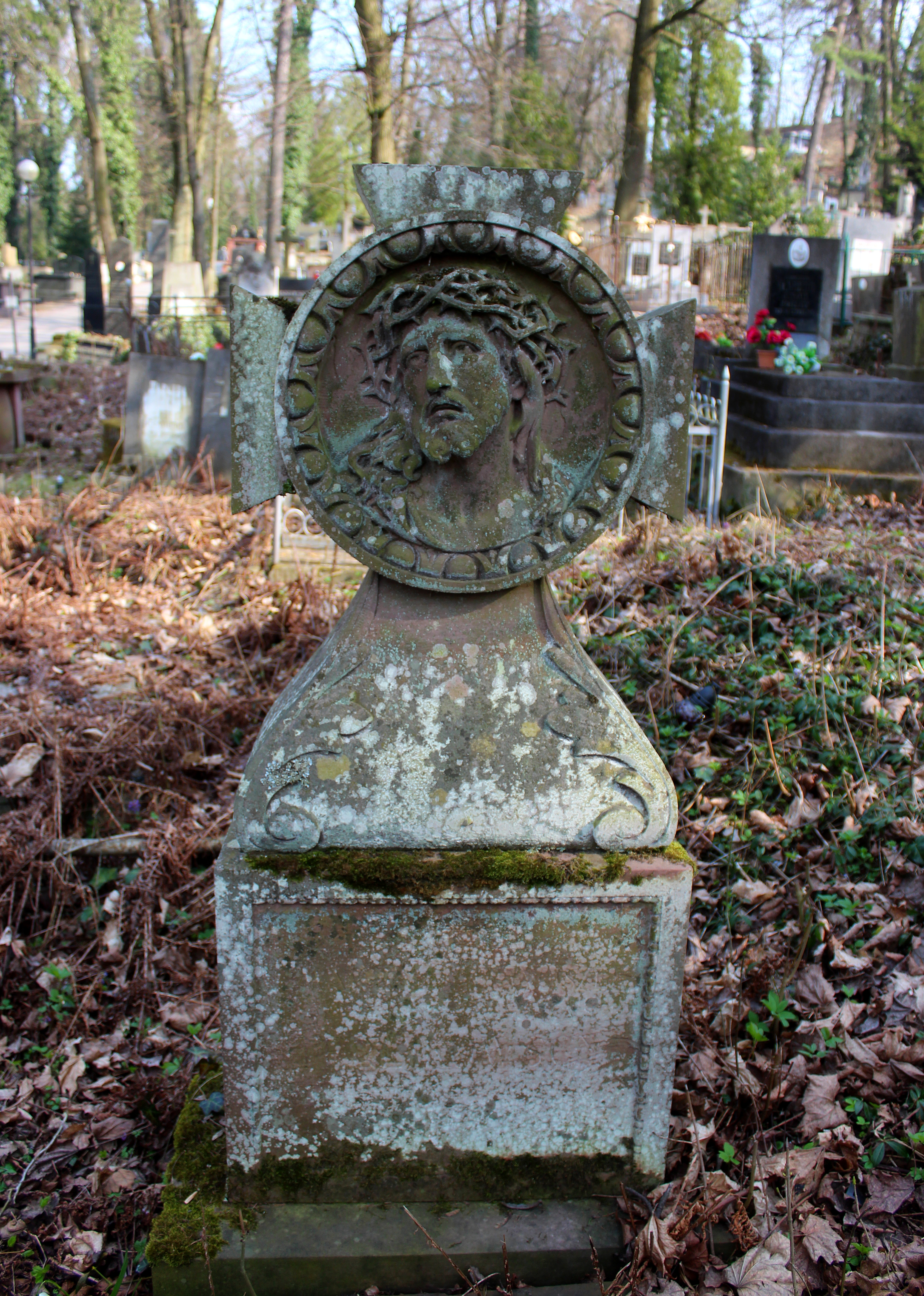
Nagrobek Franciszka Terlikowskiego

## Życiorys
Urodził się 3 kwietnia 1851 w Zielowie. Podjął pracę nauczyciela od 1 listopada 1874. Egzamin zawodowy złożył 14 stycznia 1879. Został mianowany nauczycielem rzeczywistym 21 czerwca 1879. Reskryptem C. K. Ministra Wyznań i Oświecenia z 21 czerwca 1879 został przeniesiony do C. K. Gimnazjum im. Franciszka Józefa, gdzie nauczał języka łacińskiego, języka greckiego, był zawiadowcą biblioteki. Od 1 września 1898 sprawował stanowisko dyrektora C. K. Gimnazjum w Stanisławowie. 12 września 1905 został mianowany dyrektorem C. K. VII Gimnazjum we Lwowie z polskim językiem wykładowym. Stanowisko sprawował do 1910. Otrzymał VI rangę w zawodzie 10 grudnia 1905. Był autorem podręczników szkolnych. Jego publikacja pt. Życie starożytnych Greków i Rzymian została zaliczona przez C. K. Krajową Radę Szkolną do grona książek pomocniczych przy nauce filologii klasycznej w gimnazjach w językiem wykładowym polskim.
Służył w C. K. Armii. W charakterze porucznika rezerwy 24 pułku piechoty brał udział w okupacji Bośni i Hercegowiny w 1878, za co otrzymał medal wojenny. W 1908 został mianowany c. k. radcą rządu.
Został pochowany na Cmentarzu Łyczakowskim we Lwowie.

## Publikacje
- Życie publiczne, prywatne i umysłowe starożytnych Greków i Rzymian (wyd. 2, 1893)
- Życie publiczne, prywatne i umysłowe starożytnych Greków i Rzymian. Do użytku młodzieży szkolnej (1912)
- Preparacja do wyboru pism Owidiusza (1920)[12]
- C. Julii Caesaris Commentarii de Bello Gallico (1920, opracowanie)[13][14]
- Słowniczek do skróconego wydania Pamiętników Cezara o wojnie gallickiej (1920)[15]

## Odznaczenia
austro-węgierskie
- Brązowy Medal Jubileuszowy Pamiątkowy dla Sił Zbrojnych i Żandarmerii[7]
- Medal Jubileuszowy Pamiątkowy dla Cywilnych Funkcjonariuszów Państwowych[7]
- Krzyż Jubileuszowy dla Cywilnych Funkcjonariuszów Państwowych[7]